# عملية كيلشون

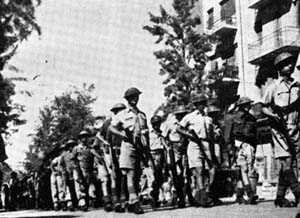
التشكيلات العسكرية لعصابة الإرغون خلال عملية كيلشون

في الفترة 13–18 مايو 1948م، نَفَّذَت القوات الصهيونية من عصابَتَيْ الهاغاناه وإرغون عملية كيلشون (بمعنى «المِذْرَاة»). كان هدف العملية هو
احتلال مجموعة من أحياء مدينة القدس، خاصة حي الطالبية الذي يقع في مركزها[بحاجة لمصدر].

## العملية
في منتصف ليل يوم الجمعة الموافق 14 مايو، أعلن البريطانيون عن إنهاء سُلُطَاتِهِم المَدَنِيَّة والعسكرية في القدس. وفي الصباح، خرجوا من المدينة في قَافِلَتَيْن ضخمتين، توجهت إحداهما شمالًا نحو حيفا والأخرى جنوبًا نحو بيت لحم. واستطاع الصهاينة الحصول على الجدول الزمني الخاص بالانسحاب البريطاني مسبقًا قبل أن يبدأ، بالتالي استطاعوا البِدْء في عمليتهم بشكل فَوْرِيّ تقريبًا.

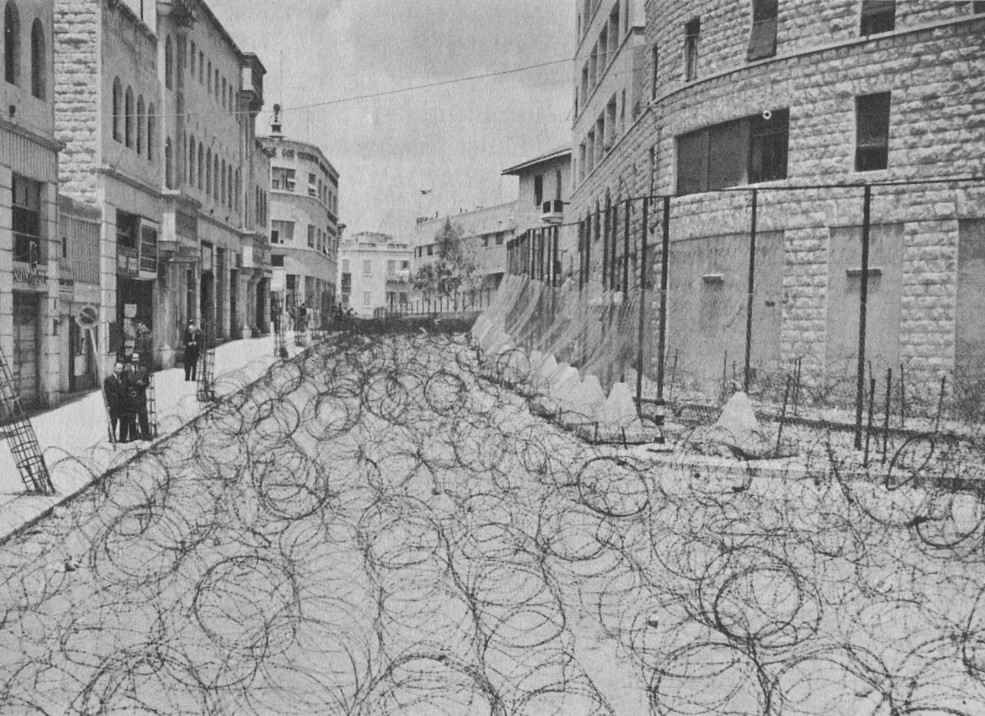
شارع الأميرة ماري في القدس عام 1948م، يظهر مَغْلَقًا بواسطة الأسلاك الشائكة، وأُطْلِقَتْ عليه تسمية «بيفينغراد» نسبة إلى إرنست بيفين. والبناء الظاهر على اليمين هو مبنى جنرالي الذي احتوى على المقر الرئيسي لإدارة الإمدادات والتموينات البريطانية.

استطاعت قوات اليشوف الاستيلاء على المباني التي أَمَّمَهَا البريطانيون في مناطق «البيفينغراد - Bevingrad». كانت «البيفينغراد» مناطق آمنة ومحصنة شَيَّدَهَا البريطانيون حول المنشآت الرئيسة في المدينة لحمايتها من هجمات عصابة الإرغون. وبين عامَيْ 1946م و1948م، بدأت تلك المناطق الآمنة التي تمتليء شوارعها بمجموعات ضخمة من الأسلاك الشائكة وأنياب التنين المخصصة لمنع تَوَغُّل المُدَرَّعَات بالظهور حول مدينة القدس. اشتملت إحدى تلك المناطق -التي تأسست في 1946م- على النهاية الشرقية للطريق الواصل بين يافا والقدس، والتي ضَمَّتْ بدورها منطقة المَسْكُوبِيَّة، والبنك الإنجليزي-الفلسطيني، ومكتب البريد المركزي، ومبنى جنرالي. وأطلق أهالي القدس على تلك المناطق المحصنة مصطلح «بيفينغراد»، وهو مشتقّ من دَمْج الاسم الأخير لوزير الخارجية البريطاني إرنست بيفين -الذي أنكر دخول الهاربين من الهولوكوست إلى فلسطين- مع اسم مدينة ستالينغراد الروسية التي أُقِيمت فيها تحصينات ضخمة النطاق قُبَيْل معركة ستالينغراد سنة 1942م.
وفي يوم الجمعة الموافق 14 مايو 1948م، توجهت قوات عصابة الإرغون نحو منطقة البيفينغراد على طريق يافا–القدس. وكان أول ما احتلَّتْه هو مبنى جنرالي الذي كان خاليًا وقتها، وأَسْدَلَتْ العلم الإسرائيلي على الأسد الموجود على سطحه، ثم توجَّه المقاتلون لاحتلال منطقة المسكوبية ثم أكاديمية الشرطة إلى الشمال من ذلك.
ثم توجه أفراد العصابة واحتلوا كنيسة نوتردام، والمستعمرة الأمريكية، وحي الشيخ جراح، وحي الطالبية، والمستعمرة الألمانية، وحي البَقْعَة، ومنطقة تل بيوت، والمستعمرة اليونانية.
وشكَّلت نسبة كبيرة من المناطقة المحتلة في عملية كيلشون الجزء الذي يسيطر عليه الصهاينة من مدينة القدس وهو ما أصبح يعرف فيما بعد باسم القدس الغربية، ولكن وَقَعَت بعد هذه العملية مجموعة من أعنف المعارك في حرب 1948م، والتي فرضت بدورها إعادة ترسيم حدود السيطرة العربية والإسرائيلية داخل القدس أكثر من مرة.